# Krisztián Selmeczi
Krisztián Selmeczi (Boedapest, 5 juni 1975) is een Hongaars voetbalscheidsrechter. Hij werd door de wereldvoetbalbond FIFA op 10 augustus 2011 voor het leven geschorst, nadat uit onderzoek was gebleken dat Selmeczi zich had laten omkopen tijdens een vierlandentoernooi in februari van dat jaar in Antalya, Turkije. Ook zijn assistenten, de lijnrechters Kolos Lengyel en János Csák, werden in de ban gedaan, net als de Bosnische arbiter Kenan Bajramović en diens assistenten Siniša Zrnić en Rizah Ridalović. Het zestal was betrokken bij de interlands Bolivia–Letland (1-2) en Estland–Bulgarije (2-2). Deze wedstrijden bleken te zijn georganiseerd door een Thais sportagentschap. Alle doelpunten kwamen tot stand via strafschoppen.